# Joe Klecko
Joseph Edward Klecko (Chester, Pensilvania, 15 de octubre de 1953), más conocido como Joe Klecko, es un exjugador profesional estadounidense de fútbol americano que se desempeñó en la posición de defensive tackle en la National Football League (NFL). Es miembro del Salón de la Fama del Fútbol Americano Profesional.

## Carrera
Klecko jugó como profesional once temporadas en New York Jets (1977-1987), después pasó a Indianapolis Colts, donde jugó una temporada (1988), y fue el equipo en el que se retiró.

## Reconocimiento
El 17 de enero de 2023, fue seleccionado para ser miembro del Salón de la Fama del Fútbol Americano Profesional.